# Gastrochilus rantabunensis
Gastrochilus rantabunensis là một loài thực vật có hoa trong họ Lan. Loài này được C.Chow ex T.P.Lin mô tả khoa học đầu tiên năm 1987.